# Elefantenhaut
Pour plus de détails, voir Fiche technique et Distribution.
Elefantenhaut (en français, Peau d'éléphant) est un film autrichien réalisé par Severin Fiala et Ulrike Putzer sorti en 2009.

## Synopsis
Elfi, ouvrière sur une chaîne de montage, doit s'occuper de sa mère hargneuse et est tombée amoureuse d'un collègue.

## Fiche technique
- Titre : Elefantenhaut
- Réalisation : Severin Fiala, Ulrike Putzer
- Scénario : Severin Fiala, Ulrike Putzer
- Photographie : Harald Traindl
- Son : Nikolaus Eckhard
- Montage : Severin Fiala, Ulrike Putzer
- Producteurs : Severin Fiala, Ulrike Putzer
- Société de production : Filmakademie Wien
- Société de distribution : Sixpack Film
- Pays d'origine :  Autriche
- Langue : allemand
- Format : Couleur - 1,33:1 - Mono - 35 mm
- Genre : Drame
- Durée : 35 minutes
- Dates de sortie :
  -  Allemagne : 3 mai 2009 : Festival international du court métrage d'Oberhausen.
  -  Autriche : 17 mai 2009 : Vienna Independent Shorts.
  -  France : 23 avril 2010 : Festival du cinéma de Brive[1].

## Distribution
- Elfriede Schatz : Elfi
- Michael Thomas (de) : Ricardo
- Waltraute Bartel : la mère
- Natalya Baranova : l'infirmière
- Oliver Rosskopf : un collègue de travail

## Récompenses
Diagonale :
- Prix du scénario Thomas-Pluch (ex aequo)

Festival international de l'Académie du cinéma de Vienne :
- Prix du jury Production
- Prix du jury Scénario (ex aequo)
- Prix du jury Actrice (Elfriede Schatz)

Festival international du court métrage d'Oberhausen 2009 :
- Prix du jury œcuménique
- Mention honorable du Ministre-président du Land de Rhénanie-du-Nord-Westphalie

Cork Film Festival
- Award du court-métrage

Uppsala International Short Film Festival
- Uppsala Grand Prix

film:riss
- Meilleure fiction
- Prix “Arbeitswelten” de l'AK Salzbourg